# Johann Gottfried Fulde
Johann Gottfried Fulde (ur. 21 września 1718 w Niemczy, zm. 4 stycznia 1796 w Brzegu Dolnym) – niemiecki pastor i muzyk.

## Życiorys
Urodził się jako syn szewca Gottfrieda i Marii Elisabeth. Początkowo uczęszczał do miejskiej szkoły, a od 1732 r. do Gimnazjum św. Marii Magdaleny we Wrocławiu (Maria-Magdalenen-Gymnasium). Od 1738 do 1743 r. był chórzystą w kościele Marii Magdaleny, który był jednym z głównych kościołów Wrocławia. W 1743 r. wraz z chórzystami z Johannem Christophem Altnikolem i Benjaminem Gottliebem Faberem opuścił Wrocław i wyjechał do Lipska, gdzie podjął studia teologiczne na Uniwersytecie Lipskim, zaś Altnikol kształcił się muzycznie, a Faber studiował medycynę.
Jako że wszyscy trzej mieli za sobą edukację muzyczną, zaangażowali się wspólnie w muzyczne życie Lipska pod kierunkiem Johanna Sebastiana Bacha oraz wykonywali jego kompozycje. Fulde jest związany z jednym z utworów Bacha, kanonem Canone doppio sopr´il Sogetto (BWV 1077) z 15 października 1747 r., który jest nazywany Fulde-Canon. Na jego rękopisie jest zachowana teologiczna inskrypcja Christus coronabit crucigeros, która odnosi się to do powołania kapłańskiego Fuldego. W 1748 r. Fulde wrócił do Wrocławia i od 1772 lub 1792 r. pracował jako pastor w Brzegu Dolnym, gdzie 4 stycznia 1796 r. zmarł.